# Moritzoppia montana
Moritzoppia montana är en kvalsterart som först beskrevs av Gordeeva och Bayartogtokh 200.  Moritzoppia montana ingår i släktet Moritzoppia och familjen Oppiidae. Inga underarter finns listade i Catalogue of Life.